# Laurie Mylroie
Laurie Mylroie (22 juli 1953) is een Amerikaans schrijver en veiligheidsanalist die bekend staat om haar controversiële beweringen over Irak, Saddam Hoessein en The War on Terror. 
Mylroie was heel populair tussen neoconservatieven in de aanloop van de Irakoorlog, en droeg bij aan hun angst en haat voor Saddam Hoessein. Mylroie kreeg kritiek van veel terrorisme-experts, die haar twijfelachtige aannamen aanwijzen en haar beschrijven als een complotdenker. Haar onbewezen centrale stelling dat Saddam achter de aanslag op het World Trade Center in 1993 zat, maar ook alle andere anti-Amerikaanse aanslagen tussen 1993 en 2003, werd vooral het mikpunt van kritiek. Ze was al tot die visie gekomen in haar boek Study of Revenge uit 2000.
Mylroie studeerde aan Cornell University en Harvard, van de laatste heeft ze een graad in de politicologie. Ze onderwees daarna aan universiteiten en ging vervolgens het denktankcircuit in. Inmiddels was ze kritisch geworden over de veiligheidspolitiek van Clinton.
The National Interest bracht haar werk over Saddam eerst uit in een artikel genaamd "The World Trade Center Bombing: Who is Ramzi Yousef? And Why it Matters." Dit werd verder uitgewerkt in haar boek Study of Revenge (2000). Mylroie gaf haar argumentatie daarin dat het Irak-regime onder Saddam Hoessein de aanslag op het World Trade Center in 1993 en daaropvolgende terroristische aanvallen had gesteund. De aanvallen waren volgens haar een onderdeel van de lopende schimmenoorlog die Saddam zou voeren tegen Amerika na het bestand in de Golfoorlog. De aanslagen op 11 september 2001 gebeurden binnen een jaar van de publicatie van haar boek. Mylroie kwam tot de mening dat Saddam verantwoordelijk voor de aanvallen was.
Mylroie kreeg kritiek van veel experts. Peter Bergen, veiligheidscorrespondent bij CNN, noemde haar een "complotdenker" die "elk anti-Amerikaans terroristisch incident van het afgelopen decennium, van de bomaanslagen van V.S.-ambassades in Kenya en Tanzania tot de ravage van het federale gebouw in Oklahoma City tot 11 september zelf". Daniel Pipes noemde haar werk een "krachttoer, maar een krachttoer in de alchemie. Het heeft een fundamenteel verkeerde aanname."
De invloedrijke neoconservatief Paul Wolfowitz verspreidde Mylroies beweringen toen hij in de regering Bush zat.
- Bibsys: 90530039
- Bibliothèque nationale de France: cb121959276 (data)
- CiNii: DA04995564
- International Standard Name Identifier: 0000 0001 1771 0218
- Library of Congress Control Number: n86820263
- Bibliotheek van het Japanse parlement: 00472098
- Nationale Bibliotheek van Israël: 987007265749405171
- Nederlandse Thesaurus van Auteursnamen: 078246296
- Système universitaire de documentation: 030570506
- Virtual International Authority File: 76363358
- WorldCat: E39PBJvmJbFbkVPHc8yFxDXyBP